# Kári Árnason
Kári Árnason (ur. 13 października 1982 w Reykjavíku) – islandzki piłkarz, pomocnik w Víkingurze. Wcześniej grał w Djurgårdens IF, Aarhus GF, Esbjergu, Plymouth Argyle, Aberdeen, Rotherham United, Malmö FF oraz Omonii.